# Нове Песцироґі
Нове Песцироґі (пол. Nowe Pieścirogi) — село в Польщі, у гміні Насельськ Новодворського повіту Мазовецького воєводства.
Населення — 1212 осіб (2011).
У 1975-1998 роках село належало до Цехановського воєводства.

## Демографія
Демографічна структура станом на 31 березня 2011 року:
|          | Загалом | Допрацездатний вік | Працездатний вік | Постпрацездатний вік |
| -------- | ------- | ------------------ | ---------------- | -------------------- |
| Чоловіки | 578     | 123                | 404              | 51                   |
| Жінки    | 634     | 136                | 389              | 109                  |
| Разом    | 1212    | 259                | 793              | 160                  |